# Rheum rhaponticum
Rheum rhaponticum este o specie de plante din genul Rheum, găsită în Bulgaria. Se consideră că rubarba provine din această specie.

## Descriere
Rheum rhaponticum este o plantă perenă erbacee care are un rizom lemnos. Are frunze mari, nedivizate, cu pețioluri suculenți. Frunzele au lățimea mai mare decât lungimea, fiind concave deasupra și convexe dedesubt. Florile sunt susținute de o paniculă și au culoarea galbenă-verzuie deschisă.

### Cariotip
În anul 1928, Jaretzky a descoperit că R. rhaponticum are 2n = 44 cromozomi. Totuși, un studiu al populației bulgare sălbatice din anul 1989 a descoperit un număr de cromozomi de 2n = 22.

## Taxonomie
Rheum rhaponticum a fost descrisă pentru prima oară în anul 1753 de către Carl Linnaeus. Linnaeus a cunoscut planta doar datorită specimenelor cultivate care au crescut în Uppsala, Suedia și în Olanda. Acestea erau derivate din plante care au crescut la începutul secolului al XVII-lea în grădina botanică Padua, colectate de către un fost student al grădinii botanice, Francisco Crasso. Plantele din zona Munților Rila au fost comparate cu cele din ierbarul lui Linnaeus și sunt considerate ca fiind aceeași specie.